# Rio (canção)
"Rio" é a faixa-título do álbum Rio, da banda inglesa Duran Duran. Lançada em novembro de 1982 como o último single do álbum, a faixa se tornou um dos maiores hits da banda.
A música ganhou uma versão no seriado musical Glee em um mashup com outra canção do mesmo álbum, Hungry Like The Wolf. O cover ganhou vida na voz de Darren Criss e Matt Bomer na terceira temporada da série.

## Video Clipe

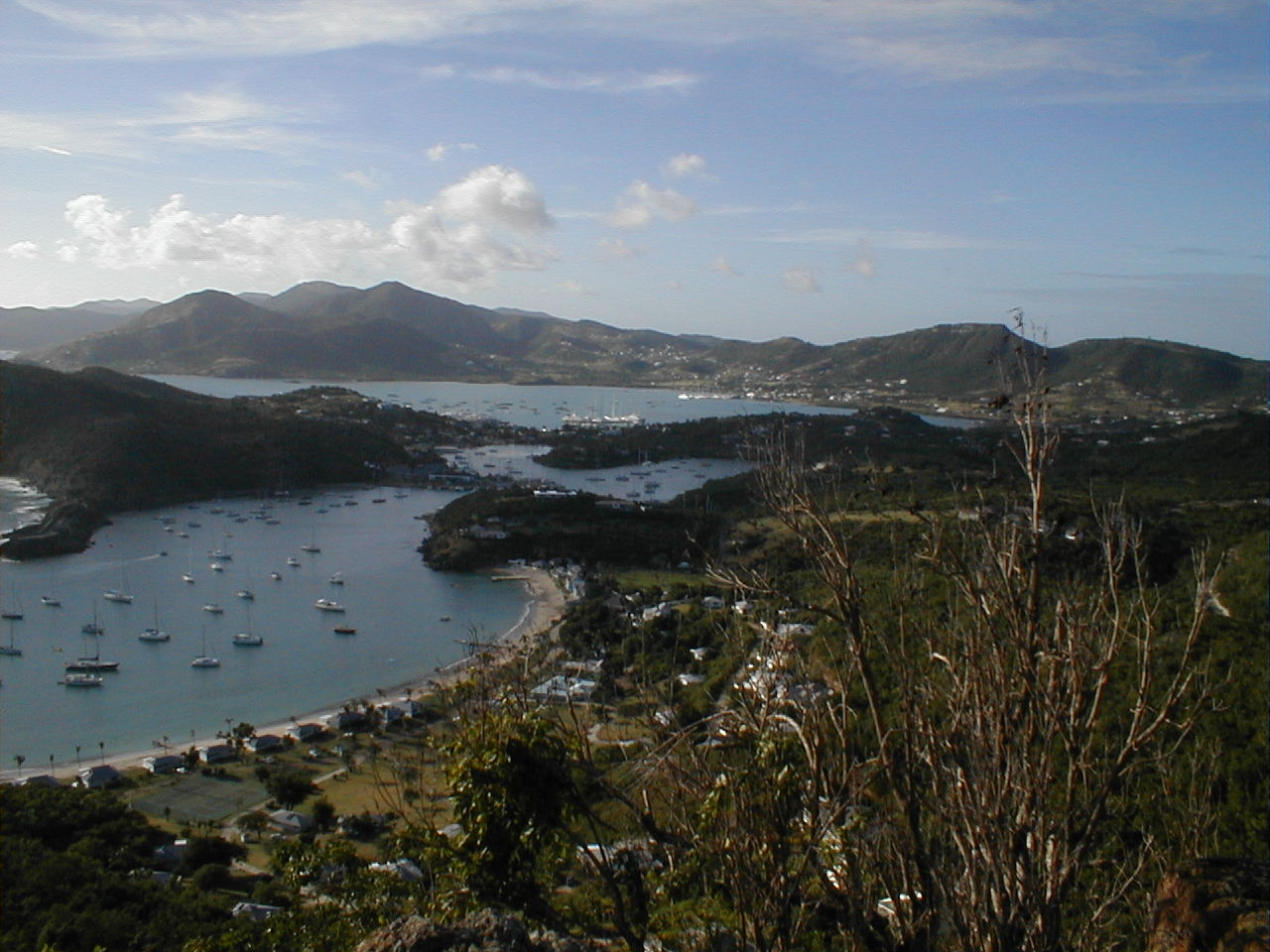
Local em que o videoclipe foi gravado

O vídeo foi dirigido por Russel Mulcahy com imagens da banda em ternos, cantando e brincando em um iate, na água cristalina na ilha de Antígua e Barbuda. A modelo do clipe é a inglesa Reema Ruspoli.
A filmagem durou 3 dias no mês de maio de 1982 e foi executada dentro do Antigua Classic Yacht Regatta. O vocalista Simon Le Bon passou mal tendo enjoos durante as gravações. Mais tarde ele relatou que não costumava ficar muito tempo em alto mar.

## Paradas
Nas paradas britânicas, ficou em #9
Na Billboard Hot 10 (Eua), ficou em #14
No Canadá ficou em #3
Todas as músicas do disco foram escritas por Duran Duran

## Créditos
- Simon Le Bon
- Nick Rhodes
- Andy Taylor
- John Taylor
- Roger Taylor

## Certificações
| Região                                                                                                  | Certificação | Vendas   |
| --- | ------------ | -------- |
| Reino Unido (BPI)                                                                                       | Ouro         | 400,000^ |
| *números de vendas baseados somente na certificação ^números de vendas baseados somente na certificação |              |          |